# 傑克·列羅伊·威爾森
傑克·列羅伊·威爾森（英語：Jack Leroy Wilson Jr.，1934年6月9日—1984年1月21日）是美國靈魂樂歌手和表演者。作為一個四個八度音程的男高音，威爾森因此獲得Mr. Excitement的暱稱，而且是R&B轉化入靈魂樂的傑出人物。威爾森也被認為是一位大師級藝人，是流行、R&B和搖滾史上最具活力的歌手和表演者之一。
威爾森於1957年開始個人生涯，在此之前他是在R&B聲樂團體比利·瓦德和他的多米諾組合的成員，也因此成名。他獲得了超過50首打榜單曲，並橫跨R&B、流行樂、靈魂樂、嘟·喔普和Easy listening等音樂類型，包括16首前十名R&B熱門歌曲，其中6首更達到榜首。告示牌百大單曲榜部分，他則擁有14首前二十名熱門歌曲，其中6首達到前十。傑基·威爾森是他這一代更重要和最有影響力的音樂家之一。
曾兩度有歌曲入選格萊美名人堂，以及在2003年獲得節奏藍調基金會的特別遺贈致敬獎，傑基·威爾森於1987入選搖滾名人堂。2004年，滾石雜誌將傑基·威爾森列為百大音樂人榜單的第69位。2013年，威爾森入選節奏藍調音樂名人堂。
威爾遜於1984年1月21日因肺炎併發症去世 ，享年49歲。

## 外部鏈結
- 傑基·威爾森在《Pop Chronicles》的採訪 （页面存档备份，存于）